# Petite Ruzizi
Petite Ruzizi är en deltaarm av Ruzizifloden där den mynnar i Tanganyikasjön. Den ingår i gränsen mellan Burundi och Kongo-Kinshasa och är 13 km lång.